# Овезанде
Овезанде (нід. Ovezande) — село в нідерландській провінції Зеландія. Входить до муніципалітету Борселе.
Його площа становить 9,20 км², а населення станом на 2021 рік складало 1 180 осіб.
Перша згадка про населений пункт датується 1318 роком.
До 1970 року мало статус окремого муніципалітету.

## Галерея

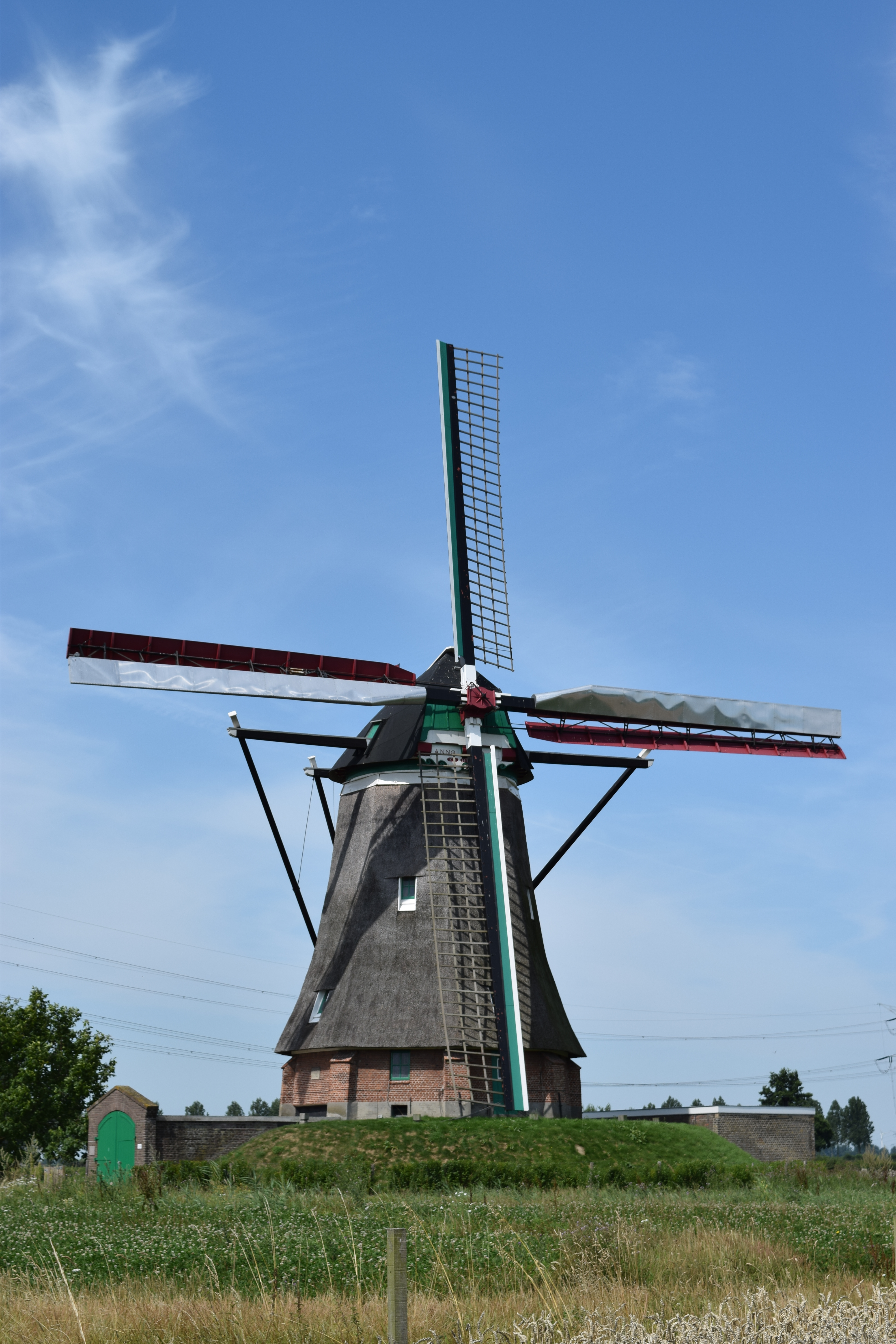
Вітряк De Blazekop
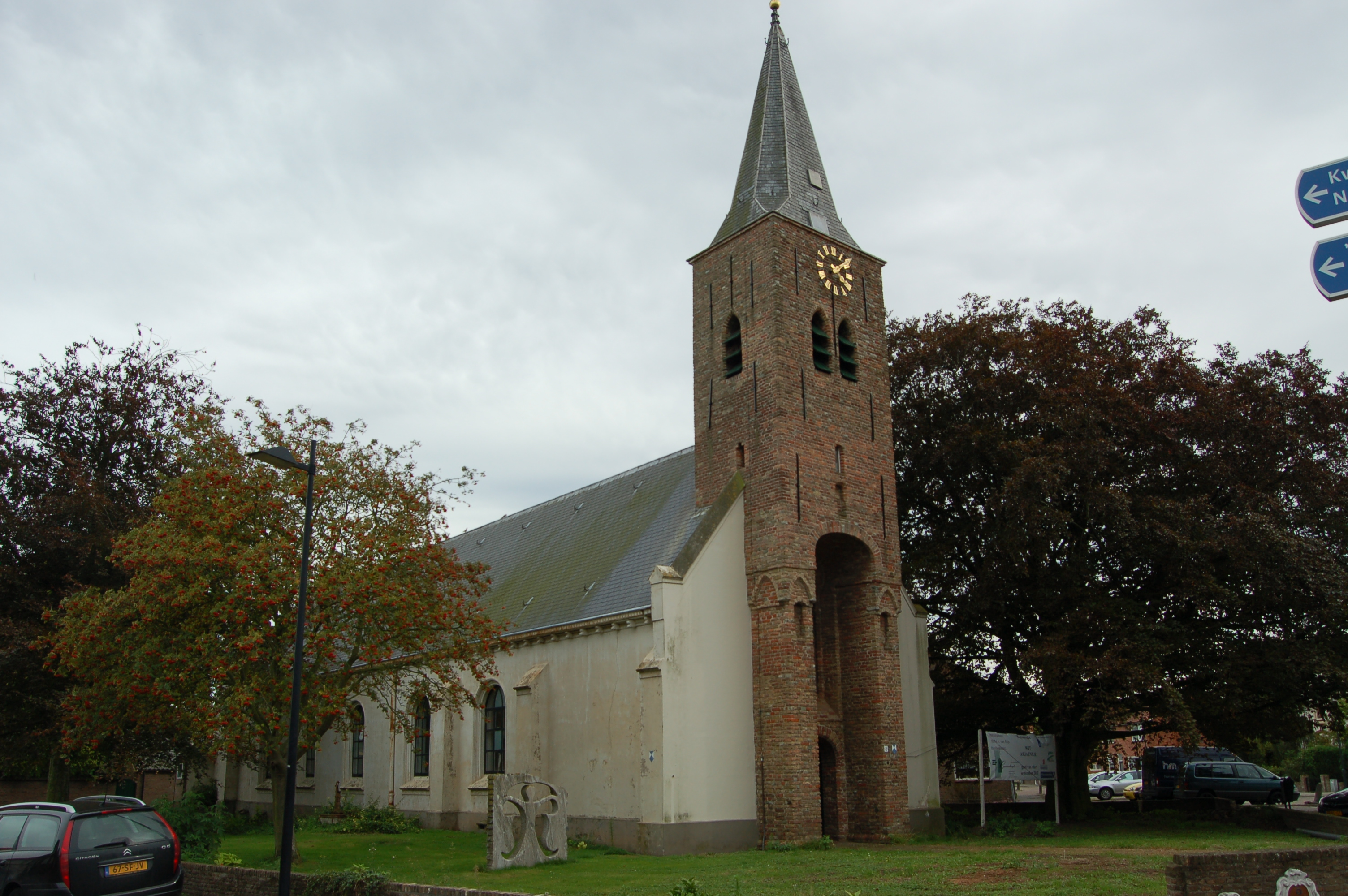
Колишня протестантська церква